# Művészettörténészek listája
Azoknak a tudósoknak a listája, akik a művészet történetével, annak elméletével foglalkoztak vagy foglalkoznak. A magyar művészettörténészeket lásd: Magyar művészettörténészek listája.
Ebbe a listába csak azok kerültek, akiknek művei nem magyar nyelven íródtak. A lista szabadon bővíthető a teljesség igényével.
| Ábécé szerinti tartalomjegyzék                                                                           |
| --- |
| A, Á B C Cs D Dz Dzs E, É F G Gy H I, Í J K L Ly M N Ny O, Ó Ö, Ő P Q R S Sz T Ty U, Ú Ü, Ű V W X Y Z Zs |

## A
- Nikolaj Aaron
- James Ackerman
- Jean Adhémar
- Götz Adriani
- Michail Alpatow
- Svetlana Alpers
- Jean-Christophe Ammann
- Frederick Antal
- Giulio Carlo Argan
- Daniel Arasse
- Walter Armstrong
- Rudolf Arnheim
- Marcel Aubert

## B
- Kurt Badt
- Ludwig von Baldass
- Umberto Baldini
- Filippo Baldinucci
- Jurgis Baltrusaitis
- Françoise Bardon
- ifj. Alfred H. Barr
- Adam Bartsch
- René van Bastelaer
- Eugenio Battisti
- Kurt Bauch
- Hermann Bauer
- Julius Baum
- Fritz Baumgart
- Reinhold Baumstark
- Michael Baxandall
- Adolf Bayersdorfer
- Germain Bazin
- James Beck
- Felix Becker
- Hermann Beenken
- Adolf Behne
- Stephan Beissel
- Charles Francis Bell
- Clive Bell
- Giovanni Pietro Bellori
- Hans Belting
- Otto Benesch
- Leonardo Benevolo
- Emmanuel Bénézit
- Bernard Berenson
- John Berger
- Renate Berger
- Rudolf Berliner
- Richard Bernheimer
- Émile Bertaux
- Aldo Bertini
- Andreas Beyer
- Jan Bialostocki
- Günther Binding
- Laurence Binyon
- Charles Blanc
- Anthony Blunt
- Didier Bodart
- Wilhelm von Bode (1845-1929) porosz művészettörténész
- Gottfried Boehm
- Axel Boëthius (1889-1969) svéd művészettörténész, régész
- Joseph Comte Borchgrave d'Altena
- Helmut Börsch-Supan
- Sulpiz und Melchior Boisserée
- Tancred Borenius
- Sandro Bottari
- Wolfgang Braunfels
- Horst Bredekamp
- Abraham Bredius
- Albert Erich Brinckmann
- Anita Brookner
- Heinrich von Brunn
- Hugo Buchthal
- Frank Büttner
- Ludwig Burchard
- Tilmann Buddensieg
- Jacob Burckhardt
- Fritz Burger
- Günter Busch (Kunsthistoriker)
- Werner Busch

## C
- Enzo Carli
- David Carritt
- Giovanni Battista Cavalcaselle
- Roland Fréart de Chambray
- André Chastel
- Ulrich Christoffel
- Johannes Cladders
- Jean Clair
- Kenneth Clark
- Karl Heinz Clasen
- Karl Clausberg
- Paul Clemen
- Bruce Cole
- William George Constable
- Walter William Spencer Cook
- Louis Courajod
- Jorge Juan Crespo de la Serna
- Benedetto Croce
- Sumner McKnight Crosby
- Joseph Archer Crowe

## D
- Bernhard Degenhart
- Georg Dehio
- Friedrich Wilhelm Deichmann
- Frederick B. Deknatel
- Paola della Pergola
- Otto Demus
- Jean Baptiste Descamps
- Joseph Destrée
- Pierlugi de Vecchi
- Robert Didier
- Georges Didi-Huberman
- Adolphe Napoleon Didron
- Emilia Francis Strong Dilke
- Peter Diemer
- Lorenz Dittmann
- Campbell Dodgson
- Charles Reginald Dodwell
- Robert Dohme
- Gabi Dolff-Bonekämper
- Albert Dresdner
- Willi Drost
- Luitpold Dussler
- Max Dvořák
- John C. van Dyke

## E
- Charles Eastlake
- Kurt Karl Eberlein
- Andrea Edel
- Rudolf Eitelbergervon Edelberg
- Herbert von Einem
- Carl Einstein
- Colin Eisler
- Michael Eissenhauer
- Lorenz Eitner
- Jan Emmens
- Volkmar Enderlein
- Klaus Ertz
- Leopold Ettlinger
- Hans Gerhard Evers

## F
- Miguel Falomir
- Élie Faure
- Philipp Fehl
- André Félibien
- Ernest Fenollosa
- Justino Fernández García
- Carl Ludwig Fernow
- Conrad Fiedler
- Paul Fierens
- Hippolyte Fierens Gevaert
- Johann Dominicus Fiorillo
- Oskar Fischel
- James Thomas Flexner
- Hanns Floerke
- Henri Focillon
- Otto H. Förster
- Edward Waldo Forbes
- Erik Forssman
- Kurt W. Forster
- Wilhelm Fraenger
- Alfred M. Frankfurter
- Paul Frankl
- Sydney Joseph Freedberg
- Dagobert Frey
- Michael Fried
- Max Jakob Friedländer
- Walter Friedlaender
- Albert M. Friend
- Theodor von Frimmel
- Gerbert Frodl
- Christoph Luitpold Frommel
- Hubertus Froning
- Roger Fry
- Beatriz de la Fuente

## G
- Thomas W. Gaehtgens
- Klaus Gallwitz
- Joseph Ganter
- Théophile Gautier
- Willi Geismeier (1934–2007)
- Hendrik van Gelder
- Jan van Gelder
- Horst Gerson
- Kurt Gerstenberg
- Heinrich von Geymüller
- Sigfried Giedion
- Curt Glaser
- Gustav Glück
- Erhard Göpel
- Adolph Goldschmidt
- Ludwig Goldschneider
- Ernst Gombrich
- Edmond und Jules Goncourt
- Cecil Gould
- Lawrence Gowing
- André Grabar
- Antje von Graevenitz
- Walter Grasskamp
- Otto Grautoff
- Claus Grimm
- Herman Grimm
- August Grisebach
- Louis Grodecki
- Will Grohmann
- Cornelis Hofstede de Groot
- Ludwig Grote
- Sturla Gudlaugsson
- Cornelius Gurlitt

## H
- Werner Haftmann
- Hanno Hahn
- Christian Ludwig von Hagedorn
- Werner Hager
- Richard Hamann
- George Hamilton (1910–2004)
- Gustav Friedrich Hartlaub
- Frederick Hartt
- Arthur Haseloff (1872–1955)
- Francis Haskell
- Wilhelm Hausenstein
- Hauser Arnold (1892-1978) németül publikáló magyar származású művészettörténész
- Reiner Haussherr
- Mary Margaret Heaton
- William S. Heckscher
- Ernst Heidrich
- Carl Heinrich von Heineken
- Carl Georg Heise
- Julius Held
- Jutta Held
- Eberhard Hempel
- Klaus Herding
- Theodor Hetzer
- Theodor Heuss
- Ludwig Heinrich Heydenreich
- Howard Hibbard
- Arthur Mayger Hind
- Hermann Hipp
- Henry-Russell Hitchcock
- Gustav René Hocke
- Werner Hofmann
- Elizabeth Gilmore Holt
- Godefridus Johannes Hoogewerff
- Charles Hope
- Heinrich Gustav Hotho
- Arnold Houbraken
- Rüdiger Hoyer
- Erich Hubala
- Andrea von Hülsen-Esch
- Andreas Hüneke
- Eduard Hüttinger
- Robert Studley Forrest Hughes
- Roger Adolf d'Hulst
- Réné Huyghe

## I
- Albert Ilg
- Max Imdahl

## J
- Hans Jaffé
- Michael Jaffé
- Johannes Jahn
- Anna Jameson
- Hubert Janitschek
- Horst W. Janson
- Hans Jantzen
- Gotthard Jedlicka
- Jens Christian Jensen
- Roger Jones
- Max Jordan
- Franciscus Junius
- Carl Justi
- Ludwig Justi

## K
- Joachim Kaak
- Roland Kanz
- Guido von Kaschnitz Weinberg
- Adolf Katzenellenbogen
- Hans Kauffmann
- Michael Kauffmann
- ifj. Edgar Kaufmann
- Georg Kaufmann
- Martin Kemp
- Wolfgang Kemp
- Hiltrud Kier
- Fiske Kimball
- Georgiana Goddard King
- Gottfried Kinkel
- Michael Kitson
- Ernst Kitzinger
- Peter K. Klein
- Rüdiger Klessmann
- Stephan Klingen
- Francis Donald Klingender
- Stefan Kummer
- Ernst Kloss
- Wilhelm R. W. Koehler
- Hans Körner
- Hubertus Kohle
- Walter Koschatzky
- Richard Krautheimer
- Ernst Kris
- Roland Krischel
- Hans Erich Kubach
- Franz Kugler
- Herbert Kühn
- Margarete Kühn
- Charles Louis Kuhn
- Udo Kultermann
- Karl Künstle
- Hans-Joachim Kunst
- Jan Siefke Kunstreich
- David Kunzle
- Otto Kurz

## L
- Charles Jules Labarte
- Heinz Ladendorf
- Jacqueline Lafontaine-Dosogne
- Gerard de Lairesse
- Franz Landsberger
- Julius Langbehn
- Julius Henrik Lange
- Klaus Lankheit
- Luigi Lanzi
- Iris Lauterbach
- Jacques Lavalleye
- Irving Lavin
- Rensselaer Wright Lee
- Anton Legner
- Edgar Lehmann
- Christian Lenz
- Michael Levey
- Alfred Lichtwark
- Michail Liebmann
- Ronald W. Lightbown
- Fritz Löffler
- Hellmut Lorenz
- Giovanni Paolo Lomazzo
- Roberto Longhi
- Wolfgang Lotz
- Edward Lucie-Smith
- Mauro Lucco
- Wilhelm Lübke
- Heinrich Lützeler
- Frits Lugt
- Remmet van Luttervelt

## M
- Hans Mackowsky
- Karl Madsen
- Heinrich Magirius
- Denis Mahon
- Wolfgang Maier-Preusker
- Émile Mâle
- André Malraux
- Karel van Mander
- Roger Marijnissen
- Raimond van Marle
- Kurt Martin
- Wilhelm Martin
- Lilli Martius
- Thomas F. Mathews
- Josef Meder
- Frits van der Meer
- Julius Meier-Graefe
- Millard Meiss
- Franz Peter Nikolaus Meyer
- Heinrich Meyer
- Ernst Michalski
- Antje Middeldorf Kosegarten
- Ulrich Middeldorf
- Gaetano Milanesi
- Oliver Millar
- Herbert Molderings
- Philippe Lannes de Montebello
- Sophie Monneret
- Giovanni Morelli
- Charles Rufus Morey
- Karl Möseneder
- Marcus Mrass
- Wolfgang J. Müller
- Justus Müller Hofstede
- Ludwig Münz
- Eugene Müntz
- Richard Muther
- Dirk Meyer

## N
- Georg Kaspar Nagler
- Karl Neumann
- Alfred H. Neumeyer
- Josef Neuwirth
- Benedict Nicolson
- Linda Nochlin
- Thomas Noll
- Fritz Novotny

## O
- Konrad Oberhuber
- Richard Offner
- Rudolf Oldenbourg
- Doris Oltrogge
- Pellegrino Antonio Orlandi
- Hans Ost
- Gert von der Osten
- Murk Daniël Ozinga

## P
- Walter Paatz
- Walter Pach
- Otto Pächt
- Rudolfo Pallucchini
- Roberto Pane
- Erwin Panofsky
- Johann David Passavant
- Giovanni Battista Passeri
- Walter Pater
- Gustav Pauli
- Gregor Paulsson
- Nicholas Penny
- Roland Penrose
- Charles Perrault
- Nikolaus Pevsner
- Paul Philippot
- Claude Phillips
- Andor Pigler
- Roger de Piles
- Wilhelm Pinder
- Leo Planiscig
- Eduard Plietzsch
- Pogány Frigyes
- Joachim Poeschke
- Giovanni Poggi
- John Pope-Hennessy
- Arthur E. Popham
- Anny E. Popp
- Arthur Kingsley Porter
- Chandler R. Post
- Mario Praz
- Hans Prinzhorn
- Renate Prochno
- Nikolay Punin '''?????'''
- Leo van Puyvelde

## Q
- Ferdinand von Quast (1807-1877)
- Antoine Chrysostome Quatremere de Quincy

## R

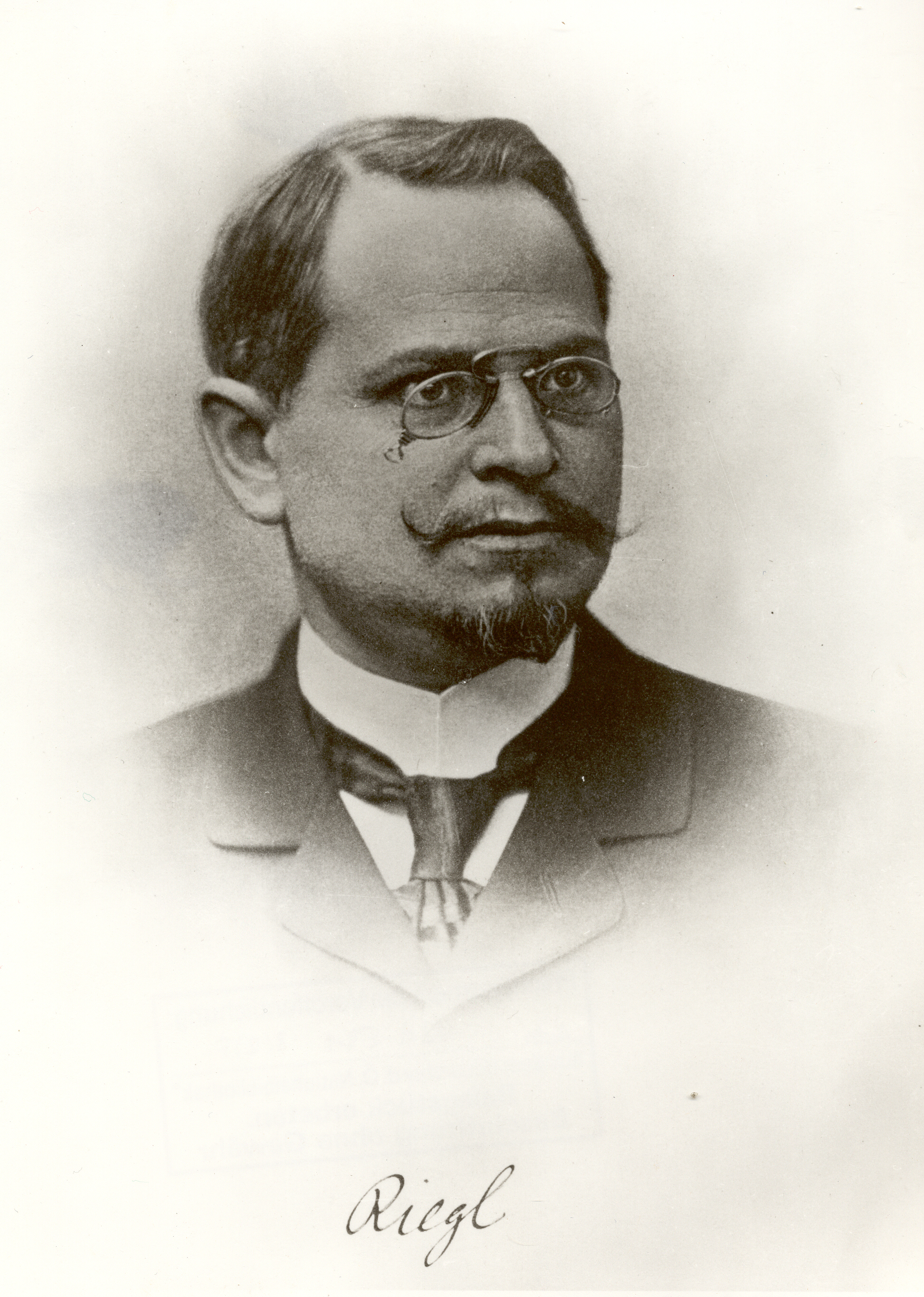
Alois Riegl

- Carlo L. Ragghianti
- Max Raphael
- Hans-Joachim Raupp
- Paul Ortwin Rave
- Herbert Read
- Stephan Reimertz
- Ad Reinhardt
- Fr´déric Reiset
- John Rewald
- Corrado Ricci
- Jonathan Richardson
- Jean Paul Richter
- Alois Riegl
- Achim Riether
- Grete Ring
- Cesare Ripa
- David Moore Robinson
- Steffi Roettgen
- Max Rooses
- Adolf Rosenberg
- Jakob Rosenberg
- Robert Rosenblum
- Mark Roskill
- John Rothenstein
- Pasquale Rotondi
- Eberhard Ruhmer
- Karl Ruhrberg
- Karl Friedrich von Rumohr
- John Ruskin

## S
- Luigi Salerno
- Mario Salmi
- Roberto Salvini
- Joachim von Sandrart
- Willibald Sauerländer
- Max Sauerlandt
- Emil Schäffer
- Rosa Schapire
- Meyer Schapiro
- Alois J. Schardt
- Karl Scheffler
- August Wilhelm Schlegel
- Friedrich Schlegel
- Julius von Schlosser
- Fritz Schmalenbach
- Werner Schmalenbach
- August Schmarsow
- Heinrich Alfred Schmid
- Georg Schmidt
- Frederik Schmidt-Degener
- Otto Schmitt
- Josef Adolf Schmoll gen. Eisenwerth
- Carl Schnaase
- Uwe M. Schneede
- Barbara Schock-Werner
- Wolfgang Schöne
- Christian Schoen
- Hubert Schrade
- Percy Ernst Schramm
- Paul Schubring
- Klaus Schwager
- Gary Schwartz
- Gunter Schweikhart
- Dietrich Seckel
- Hans Sedlmayr
- Woldemar von Seidlitz
- Jean Baptiste Louis Georges Seroux d'Agincourt
- John Shearman
- Otto von Simson
- Seymour Slive
- Joseph Curtis Sloane
- Herman de Smedt
- E. Baldwin Smith
- Clemens Sommer
- Werner Spies
- Anton Springer
- Wolfgang Stechow
- Leo Steinberg
- Ernst Steinmann
- Whitney Stoddard
- Adrian Scott Stokes
- Claudio Strinati
- Roy Strong
- Josef Strzygowski
- John Summerson
- Georg Swarzenski
- Hanns Swarzenski
- Karl Maria Swoboda
- Dirk Syndram

## T
- Hippolyte Taine
- Wolf Tegethoff
- Moritz Thausing
- Ulrich Thieme
- Henry Thode
- Christof Thoenes
- Théophile Thoré
- Hans Tietze
- Pietro Toesca
- Tolnay Károly (Charles de Tolnay)
- Jörg Traeger
- Hugo von Tschudi
- Christian Tümpel

## U
- Wilhelm Uhde
- Wolfgang Ullrich
- Emil Utitz

## V
- W. R. Valentiner
- Kirk Varnedoe
- Giorgio Vasari
- Pier Luigi De Vecchi
- Adolfo Venturi
- Lionello Venturi
- Eugène Viollet-le-Duc
- Friedrich Theodor Vischer
- Robert Vischer
- Georg Graf Vitzthum von Eckstädt
- Wilhelm Vöge
- Willem Vogelsang
- Ludwig Volkmann
- Hans Vollmer
- Franz-Joachim Verspohl
- Paul Vogt

## W

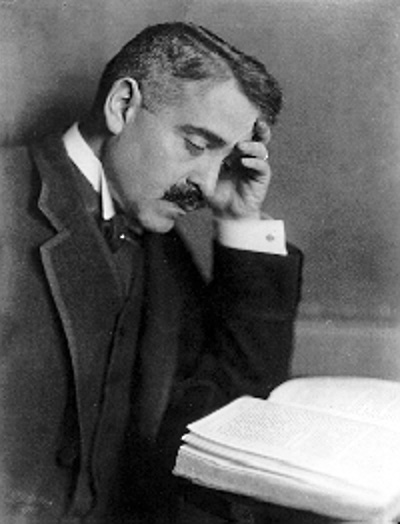
Aby Warburg

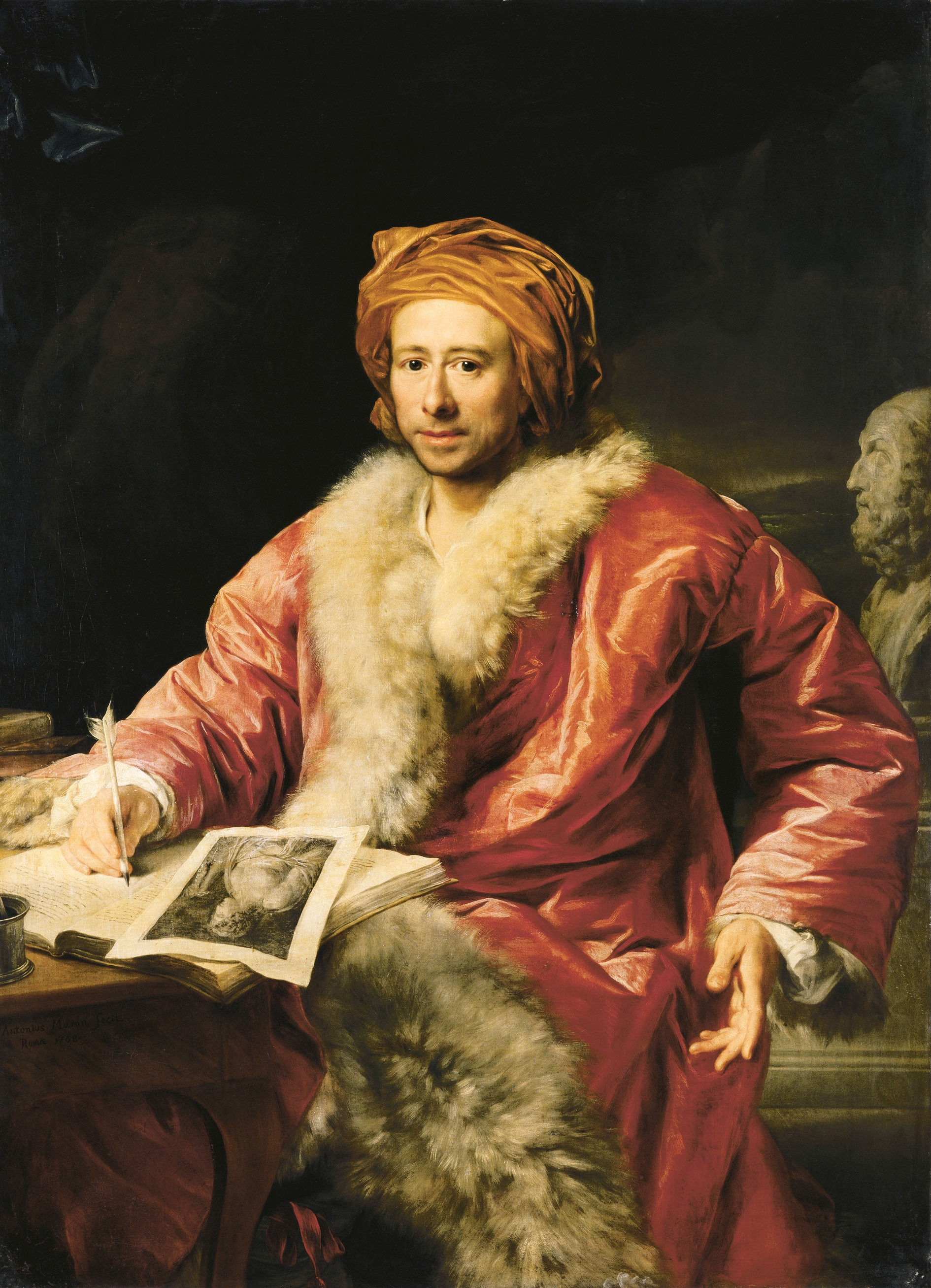
Johann Joachim Winckelmann

- Gustav Friedrich Waagen
- Henri van de Waal
- Martin Wackernagel
- Wilhelm Heinrich Wackenroder
- Wilhelm Waetzoldt
- Monika Wagner
- Emil Waldmann
- John Walker
- Aby Warburg
- Martin Warnke
- Ellis Waterhouse
- Martin Weinberger
- Werner Weisbach
- Kurt Weitzmann
- Carola Wenzel
- Otto Karl Werckmeister
- Herta Wescher
- Harold E. Wethey
- John White
- Siegfried Wichmann
- Franz Wickhoff
- Jürgen Wiener
- Daniel Wildenstein
- Georges Wildenstein
- Johann Joachim Winckelmann
- Edgar Wind
- Hans Maria Wingler
- Friedrich Winkler
- Dethard von Winterfeld
- Franz Winzinger
- Fritz Witte
- Rudolf Wittkower
- Karl Woermann
- Heinrich Wölfflin
- Franz Graf von Wolff Metternich
- Alfred Woltmann
- Francis Wormald
- Nicholas Ralph Wornum
- Wilhelm Worringer
- Franzsepp Würtenberger
- Manfred Wundram
- Adolf von Wurzbach
- Beat Wyss

## Y
- Frances Yates

## Z
- Thomas Zaunschirm
- Frank Günter Zehnder
- Rudolf Zeitler
- Federico Zeri
- Michael F. Zimmermann
- Werner Zimmermann
- Claus Zoege von Manteuffel
- Kurt Zoege von Manteuffel
- Paul Zucker
- Frank Zoellner
- Armin Zweite